# Вишеструки недостатак сулфатазе
Вишеструки недостатак сулфатазе (позната и као „Остинова болест“ и мукосулфатидоза) веома је ретка аутозомно рецесивна лизозомална болест складиштења узрокована недостатком вишеструких ензима сулфатазе или ензима који производи формилглицин који активира сулфатазе. Слична је са мукополисахаридози.

## Епидемиологија
Ово стање се наслеђује аутозомно рецесивно, што значи да обе копије гена у свакој ћелији имају мутације. Родитељи појединца са аутозомно рецесивним стањем носе по једну копију мутираног гена, али обично не показују знаке и симптоме стања.
Процењена преваленција вишеструког недостатка сулфатазе је један од 1,4 милиона особа. До данас је пријављено приближно 75-150 случајева, са приближно 50 живих погођених појединаца идентификованих кроз групе за подршку и заступање. Вероватно је да је ово стање недовољно препознато и недовољно дијагностиковано, посебно у деловима света где приступ напредном молекуларном генетичком тестирању није лако доступан.
Вишеструки недостатак сулфатазе је пријављен код појединаца свих етничких група широм света.

## Етиологија
Вишеструки недостатак сулфатазе је узрокован мутацијама гена СУМФ1 . Овај ген даје упутства за прављење ензима који се зове ензим који ствара формилглицин (ФГЕ). Овај ензим се налази у ћелијској структури званој ендоплазматски ретикулум, који је укључен у обраду и транспорт протеина. Ензим ФГЕ модификује друге ензиме зване сулфатазе, који помажу у разбијању супстанци које садрже хемијске групе познате као сулфати. Ове супстанце укључују разне шећере, масти и хормоне.
Већина мутација гена СУМФ1 озбиљно смањује функцију ФГЕ ензима или доводи до производње нестабилног ензима који се брзо разграђује. Активност више сулфатаза је нарушена јер ензим ФГЕ модификује све познате ензиме сулфатазе. Молекули који садрже сулфате који се не разграђују нагомилавају се у ћелијама, што често доводи до смрти ћелије. Смрт ћелија у одређеним ткивима, посебно мозга, скелета и коже, узрокује многе знаке и симптоме вишеструког недостатка сулфатазе.
Истраживања показују да су мутације које доводе до смањене функције ФГЕ ензима повезане са лакшим случајевима овог стања, док су мутације које доводе до производње нестабилног ФГЕ ензима обично повезане са тежим случајевима вишеструког недостатка сулфатазе.

## Патофизиологија
Широки клинички спектар који се види код мукополисахаридоза је у великој мери функција јединствене патофизиологије овог стања, пошто су вишеструки путеви погођени заједничким ензимским дефектом.
Свих познатих 17 хуманих сулфатаза може бити погођено; стога је клиничка презентација комбинована због ефеката сваког појединачног недостатка сулфатазе. Од ових сулфатаза, по девет је умешано у различите људске болести (иако са карактеристикама које се преклапају).
Клиничка презентација је комбинација ових девет ензимских дефеката, при чему оболеле особе имају знаке и симптоме недостатка:
- арилсулфатазе А (метахроматска леукодистрофија),
- Maroteaux-Lamy синдром,
- Х-везана ихтиоза,
- мукополисахаридоза типа II (Хунтеров синдром),
- мукополисахаридоза тип III A (Sanfilippo A syndrome)
- мукополисахаридоза тип IV A (Моркиов синдром).

Допринос клиничком фенотипу од стране сулфатаза без клинички дефинисаног фенотипа је непознат.

## Типови болести
Вишеструки недостатак сулфатазе је стање које углавном утиче на мозак, кожу и скелет. Пошто се знаци и симптоми вишеструког недостатка сулфатазе увелико разликују, истраживачи су поделили ово стање на три типа: новорођенчад, касно инфантилно и малолетно.

### Неонатални тип
Неонатални тип је најтежи облик, са знацима и симптомима који се појављују убрзо након рођења. Погођене особе имају пропадање ткива у нервном систему (леукодистрофија), што може допринети проблемима кретања, нападима, кашњењу у развоју и успореном расту. Такође имају суву, љускаву кожу (ихтиоза) и вишак длака (хипертрихоза). Скелетне абнормалности могу укључивати абнормалну бочну кривину кичме ( сколиоза ), укоченост зглобова и мултиплекс дисостозе, што се односи на специфичан образац скелетних абнормалности који се види на рендгенском снимку. Појединци са неонаталним типом обично имају црте лица које се могу описати као „ грубе “. Погођене особе могу такође имати губитак слуха, срчане малформације и увећану јетру и слезину(хепатоспленомегалија). Многи знаци и симптоми неонаталног недостатка вишеструке сулфатазе се временом погоршавају.

### Касни инфантилни тип
Касни инфантилни тип је најчешћи облик вишеструког недостатка сулфатазе. Карактерише га нормалан когнитивни развој у раном детињству праћен прогресивним губитком менталних способности и покрета (психомоторна регресија) услед леукодистрофије или других можданих абнормалности. Појединци са овим обликом стања немају толико особина као они са неонаталним типом, али често имају ихтиозу, абнормалности скелета и грубе црте лица.

### Јувенилни тип
Јувенилни тип је најређи облик вишеструког недостатка сулфатазе. Знаци и симптоми јувенилног типа јављају се у средњем до касном детињству. Погођене особе имају нормалан рани когнитивни развој, али тада доживљавају психомоторну регресију; међутим, регресија код јувенилног типа обично се дешава спорије него код касно-инфантилног типа. Ихтиоза је такође честа код јувенилног типа вишеструког недостатка сулфатазе.

## Терапија
Како не постоји лек за вишеструки недостатак сулфатазе, лечење је ограничено на лечење симптома.
Иако до данас не постоје циљане терапијске опције, многе компликације су подложне симптоматском лечењу. Индивидуални план неге могу да осмисле лекари примарне здравствене заштите и специјалисти.
Поред пружаоца примарне здравствене заштите, тим за негу често укључује неурологе, метаболичке генетичаре са генетичким саветницима, гастроентерологе, офталмологе, кардиологе и физијатре. Додатни пружаоци неге могу бити логопеди, радни терапеути, физиотерапеути, нутриционисте и стоматолози.
Сви напред наведени задравствени радници треба да уложе посебне напоре да се код пацијената одржи мобилност и вештине друштвене комуникације све док се такве вештине сасвим не изгубе.
Постоји много истраживања о вишеструком недостатку сулфатазе која су тренутно у току (од којих је покренуто више од 11 у последње 4 године). Надамо се да ће се клиничка испитивања лекова за вишеструки недостатак сулфатазе десити у не тако далекој будућности.

## Прогноза
Очекивани животни век је скраћен код особа са свим врстама вишеструког недостатка сулфатазе. Типично, погођени појединци преживе само неколико година након појаве знакова и симптома стања, али очекивани животни век варира у зависности од тежине стања и колико брзо се неуролошки проблеми погоршавају.